# Техасский университет в Остине
Техасский университет в Остине (англ. University of Texas at Austin), также известен как UT Austin, UT, или Texas — публичный университет штата в городе Остине (Техас, США) и главный в системе техасского университета.
Главный кампус расположен в километре от здания техасского конгресса. Университет был основан в 1883 году, и в 2008 году занимал шестое место в Америке по количеству обучающихся студентов (больше 50 000 студентов и 16 500 преподавателей и служащих). Он также самый большой университет в штате Техас.
Университет Техаса — главный центр научных исследований, с ежегодной суммой финансирования более $400 миллионов. В 2002 году журнал «Sports Illustrated» назвал его лучшим спортивным вузом США. Нынешние и бывшие студенты университета завоевали 88 олимпийских медалей (в том числе 19 в Афинах в 2004 году). На территории университета находятся семь музеев и семнадцать библиотек, а также специализированные структуры, включая Обсерваторию Макдональд.
В 2011 году университет основал спортивный телеканал под названием «Longhorn Network», ставший в свою очередь одним из самых популярных каналов по своей тематике.

## История

### Учреждение

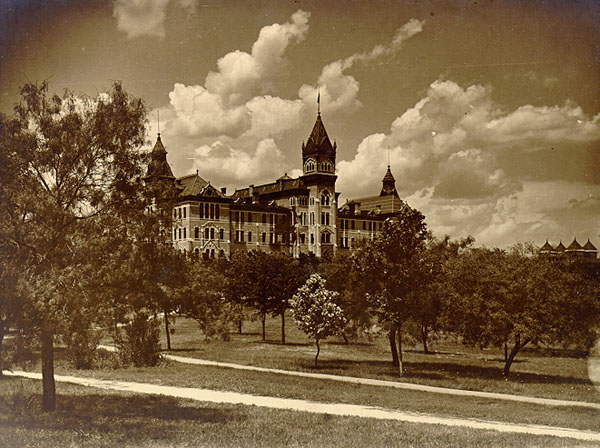
Старое главное здание университета в 1903 году

Идея государственного университета в Техасе была письменно изложена впервые в конституции мексиканского штата Коауила-и-Техас в 1827 году. Хотя статья пообещала учредить государственное образование по искусству и науке, мексиканское государство никогда не реализовало этого обещания. После того, как Техас провозгласил свою независимость от Мексики в 1836 году, Техасская конвенция приняла Конституцию республики, в которой включено постановление учредить государственное образование в республике, в том числе два университета. 26 января 1839 года Конгресс Техаса согласился отдать 50 лиг земли для того, чтобы построить университет. Кроме того, 40 акров в новой столице Остин были отложены и названы «College Hill» (Холм университета).
В 1846 году Техас присоединился к Соединённым Штатам Америки. Техасская легислатура одобрила Акт 1858 года, назначающий $100 000 в пересчете на американские облигации для строительства университета. Кроме того, легислатура дополнительные земельные территории к 50 лигам университета, хотя раньше планировали использовать ту землю, чтобы развивать расширение железнодорожной системы. Однако, сецессия Техаса от Союза и Гражданская война в США помешали свершению планов.
Принятие Акта Моррилла в 1862 году способствовало учреждению Техасского Университета Сельского Хозяйства и Механики (англ. Agricultural & Mechanical College of Texas), которое был реализовано в 1876 году.
Новая техасская конституция потребовала, чтобы штат учредил «университет первого класса» «в ближайшее время». Отменила использование земли, предназначавшейся для железных дорог и вместо её дала университету 1 миллион акров (4 000 км²) в западном Техасе. В 1883 году университет получил еще два миллиона акров. Права на продажу земли и выпаса принимают Университет Техаса и Техасский Университет Сельского Хозяйства и Механики.
В 1881 году, Остин был выбран как место главного университета, и Галвестон как место медицинского отделения. Стройка началась во вторую половину 1882 года, и университет принял первых студентов 15 сентября 1883 года.

### Расширение и рост

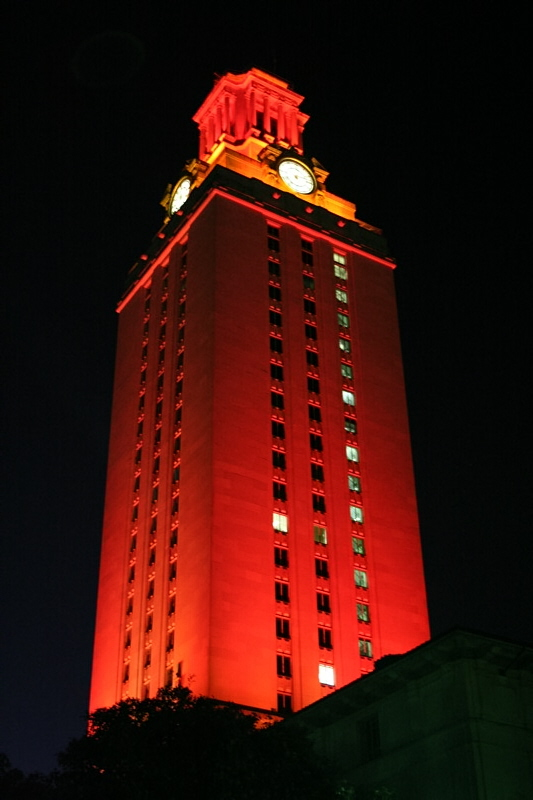
Главный корпус UT Austin Tower, завершённый в 1937 году, возвышается на 94 метра. Подсветка в ночное время, по особым случаям, может менять свой цвет.

Старое главное здание было центром кампуса и было использовано для всего. Однако, в 30-х годах было решено, что места не хватает, и в 1934 году главное здание было снесено вопреки желанию многих студентов и преподавателей. Современные башня и главное здание были построены на том месте.
В 1910 году, Джордж Бракенридж пожертвовал 500 акров университету находящиеся на берегу Колорадо. Регенты проголосовали, чтобы переместить кампус в новую землю, однако отменили план, так как вызвал возмущение общественности. С тех пор, прибрежная земля используется как жилье для аспирантов и других вспомогательных назначений. Часть этой земли была продана в поздних 90-х годах и есть предложения продать остальную часть.
Открытие нефти на территории бывшей в университетской собственности, в 1923 году, сделало университет богатым и позволило провести расширения в 1931 и 1947 годах, последнее из которых было востребовано из-за внезапного увеличения количества студентов с концом второй мировой войны. Во время с 1950 до 1965 года, университет построил 19 постоянных зданий. В 1965 году, университет добыл право приобретать окружающую землю при денежной компенсации предыдущим владельцам. Таким образом университет купил дополнительное имущество вокруг оригинальных 40 акров.

### Современная история
1 августа 1966 года студент университета Чарльз Уитмен поднялся на верхний этаж башни главного здания с арсеналом оружия, включая снайперскую винтовку и, соорудив баррикады вокруг себя, убил 14 человек и ранил многих внизу. Вслед за этим событием верхний этаж башни был закрыт до 1968 года. Повторно верхний этаж закрыли в 1975 году после серии самоубийственных прыжков в 70-х годах. В 1998 году верхний этаж был окончательно открыт для всех после установления мер предосторожности и безопасности.
В 1969 году был построен Джестер-центр, который стал самым большим общежитием в Северной Америке на тот момент и строительным проектом в истории университета. Состоит из двух башен 14 и 10 этажей и предоставляет жилье для 3200 студентов.
Первая президентская библиотека в университетском кампусе была торжественно открыта 22 мая 1971 года в присутствии бывшего президента Джонсона, его жены леди Берд Джонсон и действовавшего тогда президента Ричарда Никсона. Библиотека и музей Линдона Бэйнса Джонсона (англ. Lyndon Baines Johnson Library and Museum) — одна из 12 президентских библиотек, веденных Национальным управлением архивов и документации.
30 апреля 2006 года УТ открыл Блантонский музей искусства. Музей — самый большой университетский музей искусства (14 000 м²), с 17 000 произведений из Европы, Соединенных Штатов и Латинской Америки. В августе 2008 года, по завершении трехлетнего ремонта, Техасский мемориальный стадион имени Даррела К. Рояла стал самым большим стадионом в Техасе (94 113 мест).
28 сентября 2010 19-летний студент-второкурсник Колтон Тулли, не пользовавшийся популярностью среди сокурсников, открыл беспорядочную стрельбу из автомата Калашникова на территории кампуса, а затем, когда на место происшествия прибыла полиция, застрелился в одном из помещений библиотеки Перри-Кастанеды.

## Академический профиль

### Классификация
Университетские программы признаны качественными на национальном и международном уровне. В 2004 году Times Higher Education Supplement (THES) счел УТ 15-м университетом в мире по академическому качеству.
Университет Калифорнии в Беркли — единственный публичный университет в Америке, который считался лучше УТ. Однако, в 2007 и 2008 годах, УТ занял 51-е и 70-е места в списке THES, соответственно.
Университет Техаса также занял 12-е место среди публичных университетов (U.S. News & World Report, 2008), #19 в США (The Washington Monthly, 2007)
и #38 в мире (Shanghai Jiao Tong University, 2007).
Семь последипломных (магистерских и докторских) программ значились среди лучших 10 программ в стране в 2008 году, и 22 факультетов среди лучших 25.
В 2014 году Техасский университет в Остине занял 28-ю позицию в Академическом рейтинге лучших университетов США.
УТ известен своим весом в науке, технике, бизнесе и искусстве. Бухгалтерские программы Школы бизнеса Маккомба считаются самыми лучшими в США,
программы MIS третьими,
вторыми маркетинга, четвертой программа менеджмента производительности исследования, в целом десятая программа бизнеса (№ 3 среди публичных университетов),
и № 18 программа МБА.
В 2005 году «USA Today» охарактеризовал Университет Техаса как первый источник новых успешных CEO.
В настоящее время UT Austin не имеет медицинского факультета, однако, открытие медицинской школы запланировано на 2016 год при наличии плана зачисления 50 студентов. Медицинская школа будет называться Dell Medical School по имени Майкла Делла, пожертвовавшего на создание школы $50 млн. долларов. В настоящее время на кампусе есть медицинские программы связанные с другими университетами в техасской системе и профессиональные программы, способствовали тому, что факультет фармацевтики занимает четвёртое место в стране согласно «U.S. News and World Report».
Из других программ, высоко отмеченных журналом «U.S. News and World Report» выделяются Факультет образования (№ 10),
Технический факультет Кокрелла (№ 10)
и юридический факультет (№ 15).
Кроме того, университетская система библиотек считается 6-й среди академических библиотек США.

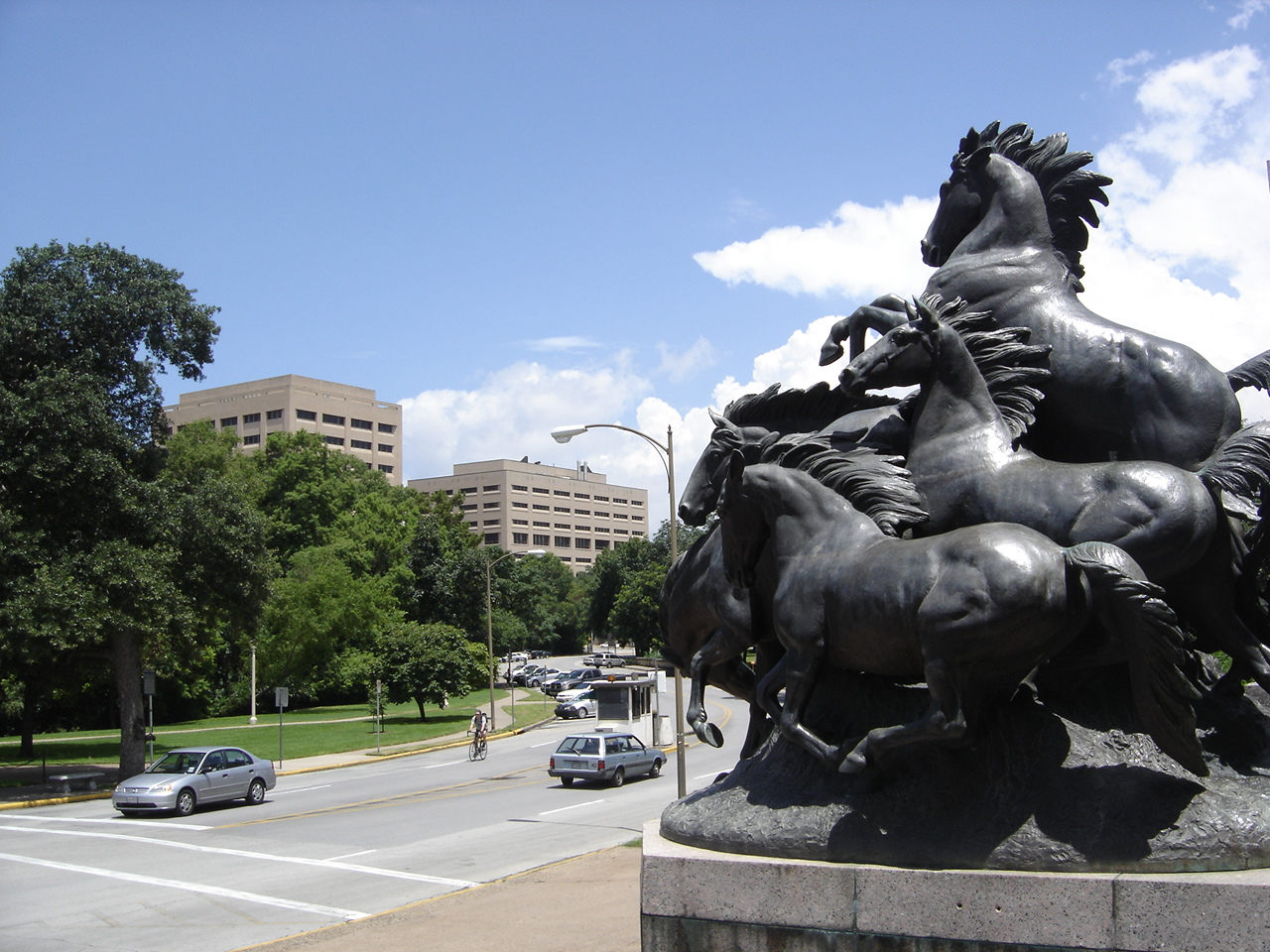
«Мустанги» работы Александра Проктора (1948) возвышаются над зданиями Технического факультета.

### Факультеты
Университет состоит из 16 факультетов (в скобках указан год учреждения):
| - Технический факультет Кокрелла (1894) - Факультет коммуникаций (1965) - Факультет образования (1905) - Факультет изобразительных искусств (1938) - Факультет гуманитарных наук (1883) - Факультет естественных наук (1883) |  | - Факультет фармацевтики - Факультет дальнейшего образования (1909) - Аспирантура (1910) - Геологический факультет Джексона (2005) - Л. Б. Дж. школа связи с общественностью (1970) - Школа бизнеса МакКомба (1922) |  | - Архитектурный факультет (1951) - Школа информации (1948) - Юридический факультет (1883) - Школа медицинских сестёр (1976) - Школа социальных работ (1950) - Колледж для студентов-соискателей степени бакалавра (2008) |

UT Austin предлагает более 100 степеней бакалавра и 170 учёных степеней. В 2003—2004 академическом году, университет присвоил 13 065 степеней: 68,6 % бакалавры, 21,7 % магистры, 5,2 % докторские и 4,5 % другие профессиональные степени.
Также университет предлагает многочисленные программы повышения квалификации, такие как деканский стипендиат (углубленное изучение математики),
стипендиат Тьюринга (компьютерные науки), бизнес-программа повышения квалификации (для студентов Школы бизнеса Маккомба),
План II и программы повышения квалификации гуманитарных наук.

### Приём абитуриентов

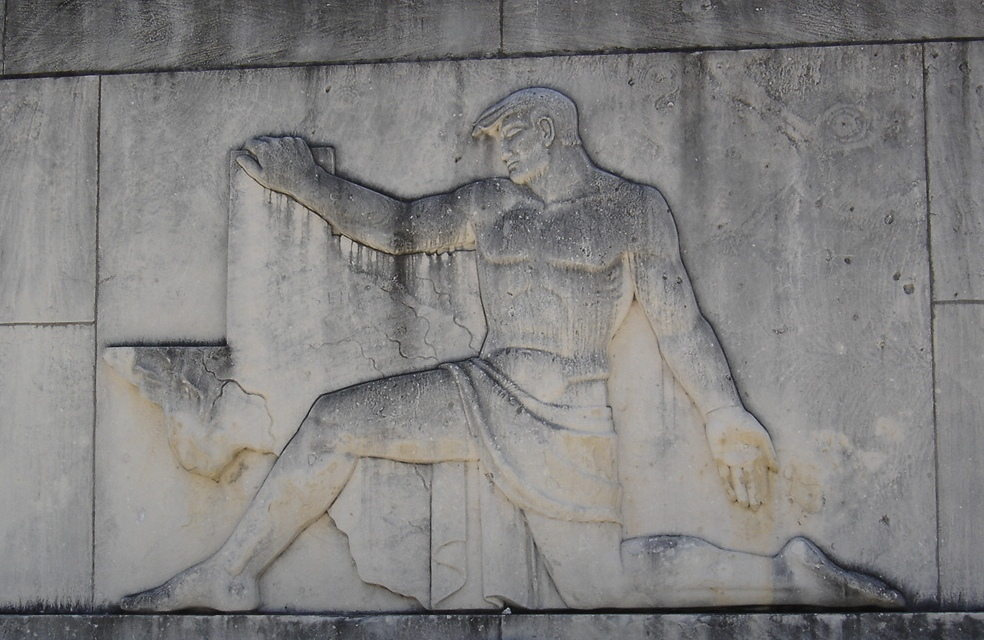
Барельеф на здании UT Austin Техасского мемориального музея

Как публичный вуз, Техасский университет подчиняется закону штата HB 588 (Texas House Bill 588), который гарантирует автоматическое поступление 10 % лучших выпускников техасских школ в любой общественный техасский университет. Однако, автоматическое поступление в Техасский университет в Остине гарантировано лишь 6% лучших выпускников, согласно закону Техаса. Также, закон гласит что 75% студентов университета должны быть приняты в вышесказанном порядке. По данным классификации Карнеги учреждений высшего образования в университете «большой конкурс» при отборе абитуриентов.
Осенью 2006 года из 27 315 поступавших было зачислено 13 305 человек (48,7 %). Осенью 2007 года из 27 232 абитуриентов стали студентами 13 781 человек (50,6 %).
В связи с ожидаемой отменой 6 % правила набора и наплывом студентов из других штатов отбор абитуриентов Университета Техаса будет повышаться. Пропускной рейтинг к 2015 году вероятно снизится до 30-40 %.

### Профессорско-преподавательский и исследовательский состав
На осень 2007 года, в UT Austin работало 2 300 преподавателей, 51 % из которых имело постоянную штатную должность. Соотношение студентов к преподавателям было 19,23 к одному.
Профессорско-преподавательский состав включает в себя обладателей Нобелевской и Пулитцеровской премий, национальной научной медали США и медали за технологию и инновацию, премии Тьюринга и других многочисленных наград. Университет ежегодно выделяет 446 миллиона долларов на исследовательские работы и насчитывает более 400 патентов с момента своего основания. Затраты на их лицензирование ежегодно превышают 11 миллионов долларов.

## Студенческая жизнь
Университет курирует 37 377 студентов и 11 533 магистров. Среди студентов есть представители всех 50-ти штатов, а также выходцы из более чем 100 стран мира, в первую очередь из Южной Кореи, Индии, Китая, Мексики и Тайваня.
Среднестатистический проходной балл SAT на осень 2004 года был 1230 из 1600.

### Условия проживания

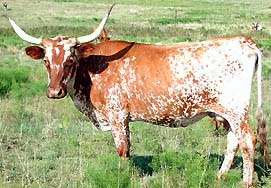
Техасский длиннорогий буйвол служит талисманом для UT Austin.

Университетский кампус насчитывает сегодня сорок общежитий, последнее из которых было открыто весной 2007 года. Они рассчитаны на проживание более чем 7100 студентов.
Наибольшее общежитие, вместимостью 2945 человек, называется Джестер-Центр.
Академическая регистрация превышает возможности кампуса, и, как результат, большинство студентов должны жить в частных общежитиях, жилищных кооперативах, квартирах, или в общественных братско-сестринских обществах, так называемых греческих организациях, и других местах жительства вне университетского городка. Отдел жилищно-продовольственной службы, владеющий наибольшей долей в 7000 коек из 27 000 имеющихся в зоне кампуса, планирует расшириться до 9000 коек в ближайшем будущем.

### Студенческие организации
Университет насчитывает более тысячи студенческих организаций.
Кроме того, он поддерживает три официальных студенческих управленческих организации, которые представляют интересы студентов в среде преподавателей, администрации и техасской легислатуры. Студенческое правление, учреждённое в 1902 году, является старейшей управленческой организацией призванной представлять интересы учащихся.
Сенат факультетских советов представляет студентов в академических вопросах и координирует советы отдельных факультетов
и собрание магистров представляет интересы студентов-магистров и бакалавров.
Центр техасского союза студенческих событий объединяет студенческую активность на кампусе.
Общество Монаха выполняет роль старейшего почётного общества университета.
Студенческая организация «Техас 4000 против рака», основанная в 2004 году, занимается ежегодными велосипедными пробегами милосердия, к апрелю 2009 года уже заработавшая 1,4 миллиона долларов, использующихся для исследования раковых заболеваний.

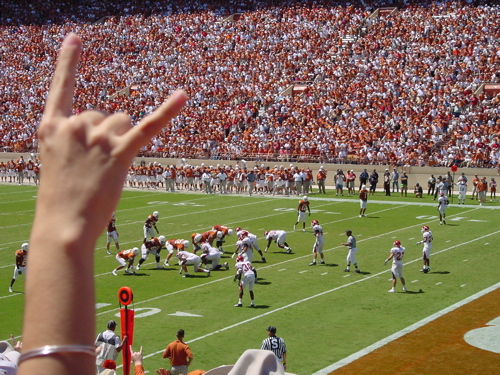
Студент показывает жест «забодайте их, рога» на футбольном матче с участием Texas Longhorns

### Греческая жизнь
Техасский университет в Остине — центр активности так называемого «греческого сообщества». Первый филиал, Техасский Ро из Сигма Альфа Эпсилон был основан в 1882 году, то есть за год до того как университет впервые открыл свои двери.
Греческое сообщество объединяет около 4500 членов, более 11 % студентов университета. С более чем 50 национальных братских и сестринских филиалов, университетское греческое сообщество является одним из самых больших в стране. Все эти филиалы контролируются советами греческих обществ: Межбратской конференцией, Национальным панэллинистическим советом, Техасским азиатским панэллинистическим советом, Объединённым греческим советом и Университетским панэллинистическим советом.
Другие зарегистрированные студенческие организации также именуют себя греческими буквами и именуют себя филиалами. Они не входят в эти пять советов, но сохраняют при этом те же привилегии и обязанности, что и другие организации. Согласно утверждению офиса декана, «греческая жизнь» способствует развитию принципов правильного культурного восприятия, эрудиции, лидерских качеств и общественно-полезного труда.
И хотя дома братско-сестринских обществ отсутствуют в кампусе, основная масса их расположена на западе остинского района Драг (англ. The Drag), прозванном в народе Западный кампус.

## Занятия спортом
Университет Техаса предлагает широкий спектр спортивных программ и секций. На 2008 год, по данным Национальной ассоциации спортивных директоров университетов и колледжей, университетская атлетическая программа занимала пятое место в национальном рейтинге 1 дивизиона среди учебных заведений.
А по охвату видов спорта и качеству программ, в 2002 году, еженедельник «Sports Illustrated» признал УТ «Лучшим спортивным колледжем Америки».
Компания по лицензированию колледжей также назвала UT Austin лучшим второй год подряд по сумме торговых отчислений, полученных от продаж своей фанатской символики. Впрочем, в этом рейтинге были учтены только клиенты компании по лицензированию колледжей, среди которых отсутствуют около трёх дюжин таких крупных учреждений как университет штата Огайо, университет Южной Калифорнии, калифорнийский университет в Лос-Анджелесе, университет штата Мичиган и Техасский Университет A&M.
.

### Университетские команды

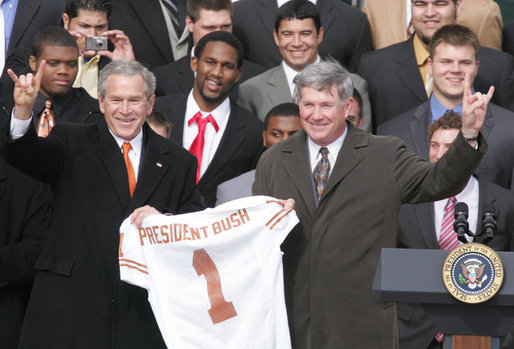
Президент Буш и тренер Мэк Браун с чемпионским составом Texas Longhorns в 2005 году

Все спортивные мужские и женские команды УТ носят прозвище Longhorns (Длиннорогие). Постоянный член юго-западной конференции вплоть до её роспуска в 1996 году, UT Austin сейчас участвует в Конференции большой 12 (Южный сектор) Первого дивизиона Национальной ассоциации студенческого спорта (НАСС). В общей сложности Университет Техаса завоевал 47 чемпионских титулов на национальном уровне,
39 из которых в чемпионатах НАСС.
Университет Техаса традиционно считается локомотивом студенческого футбола.
К началу сезона 2007 года Longhorns были третьей командой в списке за всю историю наблюдений по количеству побед и набранным очкам. Наибольшего успеха команда добилась под руководством Даррелла Рояла, выиграв три национальных чемпионата 1963, 1969, 1970 годов. Четвёртый титул они завоевали при тренере Мэке Брауне в 2005 году обыграв доселе непобедимую команду университета Южной Калифорнии.
Последние годы мужская баскетбольная команда добилась известности, участвуя в НАСС турнире Первого дивизиона несколько раз участвовала в региональных полуфиналах 2002 и 2004, в финале 2006 и 2008, и в суперфинальных играх 2003 года.
Университетская бейсбольная команда считается одной из лучших в своей категории, отыграв в турнире College World Series наибольшее количество сезонов, чем любой другой вуз страны, отметившись победами в этом чемпионате в 1949, 1950, 1970, 1983, 2002 и 2005 годах.
Наконец, весьма успешные выступления женских и мужских команд пловцов и прыгунов в воду принесли университету 16 титулов Первого дивизиона НАСС.
Мужскую команду возглавляет Эдди Рииз, работавший главным тренером команды США на Олимпийских играх в Барселоне 1992 года, в Афинах 2004 года и Пекине 2008 года.

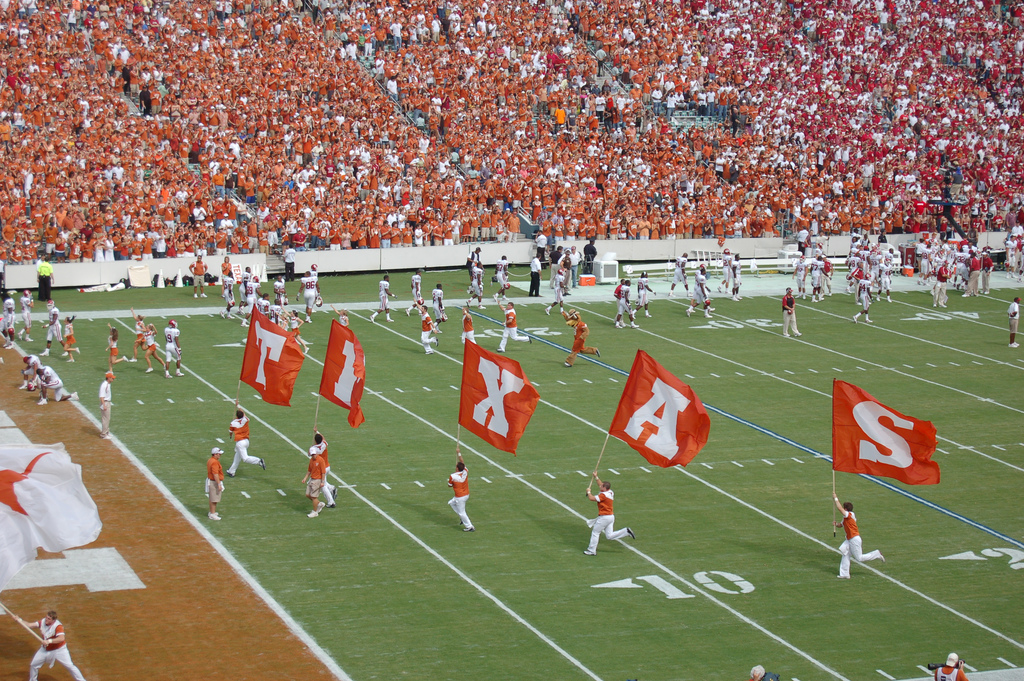
Открытие футбольного матча Дерби Ред-Ривер в 2007 году

### Соперники
Одним из самых известных соперников во многих видах спорта является команда Техасского Университета A&M — «Texas A&M Aggies».
Оба колледжа, осознавая всю важность этого противостояния, основали серию игр под общим названием «State Farm Противоборство Одинокой Звезды», которые охватывают все игровые командные виды спорта. Футбольное дерби самое продолжительное соревнование между двумя университетами, и третье по продолжительности в стране. Обычно матч играется на День благодарения. Оба университета традиционно проводят предматчевое народное гулянье — UT Austin устраивает «Колдовскую вечеринку» (англ. Hex Rally), а Texas A&M — костёр Эгги (англ. Aggie Bonfire) (хотя, с 1999 года, после смерти 12 студентов, Texas A&M официально не поддерживает эти мероприятия).
И хотя это оспаривается, на футбольном поле самый заклятый враг Longhorns это команда Университета Оклахомы «Oklahoma Sooners». Футбольный матч между командами университетов Техаса и Оклахомы, известный как Дерби Ред-Ривер, ежегодно проводится в Далласе, на стадионе «Хлопковая чаша» (англ. Cotton Bowl). Последние годы игра приобрела особый оттенок из-за того, что как минимум одна из двух команд пребывает в первой пятёрке национального чемпионата.
Другие команды, такие как «Arkansas Razorbacks» из Университета Арканзаса и «Texas Tech Red Raiders» из Техасского технологического университета, также числятся среди соперников УТ.
В заключение следует добавить, что университет уделяет много времени тренировкам, практическим и теоретическим занятиям.

## Знаменитые выпускники Университета Техаса

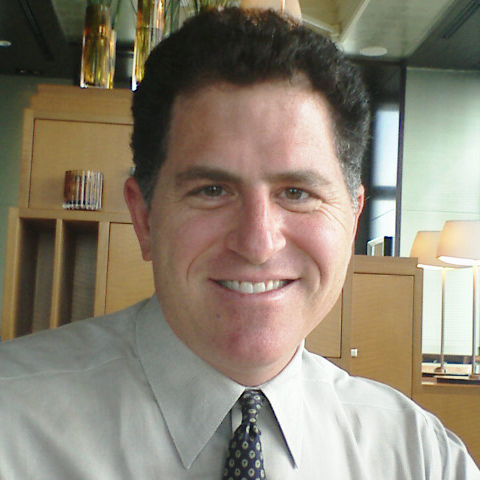
Майкл Делл основал PC’s Limited (предшественника Dell Computers) ещё студентом UT Austin.

Больше 15 выпускников УТ служили в палате представителей или сенате США, к примеру Ллойд Бентсен, который окончил университет в 1942 году и служил конгрессменом и сенатором, а также был кандидатом в вице-президенты демократической партии в 1988 году.
Джеймс Бейкер (выпуск 1957) был госсекретарем США, Уиллиам Беннетт был секретарем образования, и Дональд Эванс (1973) был Секретарем коммерции. Бывшая первая леди Лора Буш и дочь Дженна Буш окончили университет в УТ в 1973 и 2004 годах соответственно, и бывшая первая леди Леди Берд Джонсон (выпуск 1933 и 1934 годов) и её старшая дочь Линда тоже учились в УТ. Выпускник 1936 года Фернандо Белаунде Терри был (42-м президентом Перу), Мостафа Хамран был министром обороны Ирана, Абдулла аль-Тарики — соучредителем ОПЕКа.

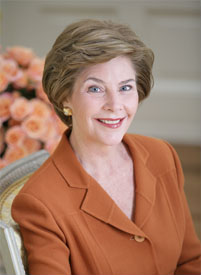
Бывшая первая леди Лора Буш получила в 1973 году степень магистра библиотековедения в UT Austin.

Список выпускников UT Austin продолжают 26-й президент Колледжа Уильяма и Мэри Джин Нихол ('76), 10-й президент Бостонского университета Роберт Браун (выпуск 1973 и '75)
и 8-й президент университета Южной Калифорнии Джон Хаббард. Университет также окончил Алан Бин (1955), четвертый человек ступивший на поверхность Луны. Среди крупных бизнесменов, окончивших УТ, выделяются генеральный директор ExxonMobil Corporation Рекс Тиллерсон (1975), основатель Dell и председатель совета директоров Майкл Делл, и, Гэри Келли — президент и генеральный директор Southwest Airlines. В 1949 году университет окончил Рамсей Кларк — министр юстиции США (генеральный прокурор) в 1967—1969 годах. Известный экономист Р. Э. Аллен училась, а позднее и преподавала в этом университете.

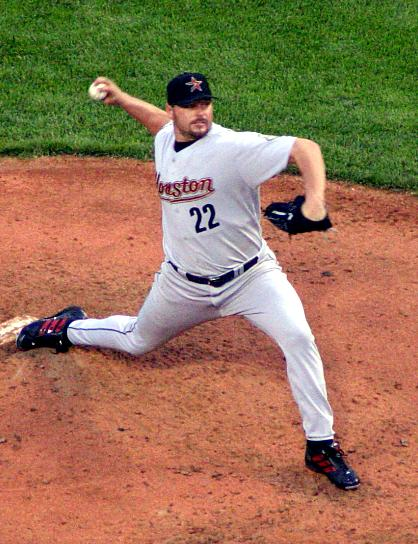
Выпускник Роджер Клеменс, питчер MLB и семикратный обладатель приза Сая Янга.

В литературе и журналистике, UT Austin отметился обладателями Пулитцеровской премии Гейл Колдуэлл и Беном Сарджентом (1970). Легендарный журналист и телеведущий вечернего выпуска новостей CBS Уолтер Кронкайт, а также диктор CNN Бетти Нгуен (1995). Воспитанник университета Джон Кутзее в 2003 году получил Нобелевскую премию по литературе. Прозаик Раймонд Бенсон (1978) был официальным автором серии новелл о Джеймсе Бонде, в период с 1996 по 2002 год, он был единственным американцам, которому было дозволено писать эту серию. Донна Алверман, выдающийся профессор-исследователь из Университета Джорджии и министерства просвещения также окончила UT Austin.
Среди выпускников УТ есть несколько значимых музыкантов и деятелей шоу-бизнеса. Дженис Джоплин, американская певица, посмертно включённая в Зал славы рок-н-ролла и получившая Grammy Lifetime Achievement Award, была студенткой университета,
также как актриса и секс-символ 50-х Джейн Мэнсфилд.
Роберт Родригес, известный кинорежиссёр, сценарист, продюсер, оператор и композитор — бывший Longhorn, равно как и актёры Илай Уоллак и Мэттью Макконахи.
Фэрра Фосетт, звезда телесериала «Ангелы Чарли», также первый курс отучилась в UT Austin.
Множество выпускников Университета Техаса добились успеха в профессиональном спорте. Семикратный обладатель приза Сая Янга, Роджер Клеменс, перешёл в MLB после того как помог Longhorns победить в College World Series 1983 года.
Несколько олимпийских медалистов были студентами УТ, включая атлетов Летних Олимпийские игр 2008 года. Ян Крокер (выпуск 2005) — пловец, трёхкратный олимпийский чемпион,
Саня Ричардс (выпуск 2006) — легкоатлетка, обладатель двух золотых медалей в эстафетной гонке 4x400 метров,
Мэри Лу Реттон — первая гимнастка не из Восточной Европы, победившая на Олимпиаде в многоборье, пятикратный олимпийский медалист, спортсменка 1984 года по версии «Sports Illustrated». Все они были студентами университета Техаса.

## Комментарии
1. ↑  Образован в 1893 году в Галвестоне, в 1927 году переехал в Остин.
2. ↑  Греческими организациями или грекобуквенными организациями принято называть студенческие братские и сестринские общества Северной Америки. В названиях этих обществ практически всегда используются греческие буквы.
3. ↑  По результатам опроса, проведённого «Sports Illustrated», 56 % респондентов назвали самым значительным спортивным противостоянием за последние 50 лет — соперничество Университета Техаса против Техасского Университета A&M. Второе место с 15 % голосов занимает футбольное дерби Техас против Оклахомы, и третью позицию, с 7 %, удерживают — «Dallas Cowboys» против «Houston Texians».
4. ↑  Под одинокой звездой подразумевается — штат Техас. Это официальное прозвище штата, его флаг, его символ.
5. ↑  Своё название игра берёт у пограничной реки Южная Ред-Ривер, разделяющей штаты Техас и Оклахома.
6. ↑  Почётный трофей ежегодно присуждаемый лучшему питчеру MLB. У Роджера Клеменса непревзойдённый показатель по количеству этих титулов.[72]